# Jake Hackett
Jake Hackett (sinh ngày 10 tháng 1 năm 2000) là một cầu thủ bóng đá người Anh thi đấu cho Sunderland, ở vị trí tiền vệ.

## Sự nghiệp
Hackett gia nhập Sunderland lúc 8 tuổi. Anh có màn ra mắt vào ngày 13 tháng 11 năm 2018, ở EFL Trophy.